# Ucháč
Ucháč (1010 m) je okrajový zalesněný vrchol na jihozápadě Keprnické hornatiny v Hrubém Jeseníku. Od ostatních částí hornatiny je oddělen výrazným Přemyslovským sedlem (766 m). Na vrchol nevede žádná značená turistická trasa.